# Fred J. Koenekamp
Fred J. Koenekamp (ur. 11 listopada 1922 w Los Angeles w stanie Kalifornia; zm. 31 maja 2017 w Bonita Springs w stanie Floryda) – amerykański operator filmowy. Laureat Oscara za najlepsze zdjęcia, za film Płonący wieżowiec (1974, nagroda wspólnie z Josephem F. Birokiem). Ponadto był dwukrotnie nominowany w tej samej kategorii za filmy: Patton (1970) i Wyspy na Golfsztromie (1977). Był autorem zdjęć do pięciu filmów wyreżyserowanych przez Franklina J. Schaffnera.
Jego ojciec Hans F. Koenekamp (ur. 1891; zm. 1992) również był nominowany do Oscara za efekty specjalne do filmu Mściwy jastrząb (1943) Howarda Hawksa.
Zmarł 31 maja 2017 w wieku 94 lat w swoim domu w Bonita Springs na Florydzie w następstwie komplikacji po doznanym rok wcześniej udarze mózgu.

## Filmografia
- Szpieg z moją twarzą (1965)
- O jednego szpiega za dużo (1966)
- Szpieg w zielonym kapeluszu (1966)
- Karate Killers (1967)
- Szpiedzy w helikopterze (1968)
- Tylko ją kochaj (1968)
- Trzymaj się z daleka, Joe (1968)
- Wielki skok na bank (1969)
- Ostatni wojownik (1970)
- Poza doliną lalek (1970)
- Patton (1970)
- Billy Jack (1971)
- W dniu urodzin Wandy June (1971)
- Śmiercionośny ładunek (1972)
- Siedmiu wspaniałych nadjeżdża (1972)
- Prawo Harry’ego (1973)
- Papillon (1973)
- Sobotnia noc (1974)
- Płonący wieżowiec (1974)
- Oddział (1975)
- Gorączka białej linii (1975)
- Doc Savage: Człowiek ze spiżu (1975)
- Embrion (1976)
- Dick i Jane (1977)
- Druga strona północy (1977)
- Zasada domina (1977)
- Wyspy na Golfsztromie (1977)
- Rój (1978)
- Horror Amityville (1979)
- Mistrz (1979)
- Miłość i kule (1979)
- Łowca (1980)
- Gdy czas ucieka (1980)
- Pierwszy poniedziałek października (1981)
- Dokładnie tacy sami (1981)
- Gdy zło jest dobrem (1982)
- Yes, Giorgio (1982)
- W swoim rodzaju (1983)
- Przygody Buckaroo Banzai. Przez ósmy wymiar (1984)
- Lot 90: Katastrofa na Potomak (1984)
- Las Vegas - gra o wszystko (1984)
- Alicja w Krainie Czarów (1985)
- Amos (1985)
- Szkoła stewardes (1986)
- I znowu plusk (1988)
- Wysłuchaj mnie (1989)
- Witaj w domu (1989)
- Lot Intrudera (1991)